# Orchestre chinois de Singapour
L'Orchestre chinois de Singapour (新加坡华乐团 en chinois) est un orchestre traditionnel chinois basé à Singapour, créé en 1997 sous l'impulsion du Premier ministre Goh Chok Tong. Il réside au Singapore Conference Hall. Depuis  janvier 2002, il est dirigé par Tsung Yeh. Quek Ling Kiong en est le chef d'orchestre associé.
Il a été invité à donner des représentations au Forum économique mondial en 2003 et pour le Fonds monétaire international en 2006. L'orchestre a aussi donné des représentations à Pékin, Shanghai, Macao, Taïwan.